# Söhlbruch
Der Söhlbruch ist ein Naturschutzgebiet in der niedersächsischen Gemeinde Bispingen im Landkreis Heidekreis. 

## Allgemeines
Das Naturschutzgebiet mit dem Kennzeichen NSG LÜ 045 ist rund 8 Hektar groß. Im Westen grenzt es an das Landschaftsschutzgebiet „Luhetal mit Brunau und Wittenbeck“. Das Gebiet steht seit dem 3. April 1979 unter Naturschutz. Zuständige untere Naturschutzbehörde ist der Landkreis Heidekreis.

## Beschreibung
Das Naturschutzgebiet liegt östlich von Bispingen am Rand der Raubkammerheide, einer Moränenlandschaft im Süden des Naturparks Lüneburger Heide. Es besteht aus einem Erosionstal, das steilwandig in den Hang der Moränenlandschaft einschneidet. Aus dem Hang tritt Quellwasser aus, das im Erosionstal ein Feuchtgebiet mit Erlen- und Birkenbruchwald speist. Nach Westen mündet der Söhlbruch in das Tal des Wittenbecks.